# Марк Мунаций Сулла Цериал
Марк Мунаций Сулла Цериал (лат. Marcus Munatius Sulla Cerialis) — римский государственный деятель первой половины III века.

## Биография
По происхождению Цериал был италиком. До своего консульства он был легатом пропретором провинции Норик. Цериал занимал эту должность до принятия в 212 году Эдикта Каракаллы, так как в надписи, где он упомянут как легат, жители его провинции не считаются римскими гражданами.
При императоре Каракалле 215 году Цериал занимал должность ординарного консула вместе с Квинтом Мецием Летом. В 217/218 году он был легатом провинции Каппадокия. Здесь Цериал и был убит в 219 году по приказу императора Гелиогабала из-за своего подозрительного поведения.
Его сын Марк Мунаций Сулла Урбан также был консулом.